# NGC 5447
NGC 5447 је део галаксије (на пример сјајан HII регион) у сазвежђу Велики медвед која се налази на NGC листи објеката дубоког неба.
Деклинација објекта је + 54° 16' 21" а ректасцензија 14h 2m 29,0s. Привидна величина (магнитуда) објекта NGC 5447 износи 13,6.